# Tom Whitaker
Pour les articles homonymes, voir Whitaker.
Tom Whitaker est un surfeur professionnel australien né le 4 octobre 1979 à Sydney, Australie.

## Biographie
Il débute dans le championnat du monde de surf en 2003.

## Carrière
Tom Whitaker n'a remporté aucune victoire sur le circuit mais il reste présent dans les vingt premiers du classement.

### WCT
- 2008 : 17e
- 2007 : 13e
- 2006 : 8e
- 2005 : 18e
- 2004 : 20e
- 2003 : 46e repéché pour 2004

### Sa saison 2009 ASP World Tour
2009 est sa 7e année dans l'ASP World Tour
| Date                      | Compétition                   | place | points |
| ------------------------- | ----------------------------- | ----- | ------ |
| 28 février-11 mars        | Quiksilver Pro                | 9     | 600    |
| 7 avril-19 avril          | Rip Curl Pro Surf             | 9     | 600    |
| 9 mai-20 mai              | Billabong Pro Teahupoo        | 5     | 732    |
| 27 juin-5 juillet         | Hang Loose Santa Catarina Pro | 9     | 600    |
| 9 juillet-19 juillet      | Billabong Pro Jeffreys        | 17    | 410    |
| 11 septembre-20 septembre | Boost Mobile Pro of Surf      |       |        |
| 23 septembre-4 octobre    | Quiksilver Pro France         |       |        |
| 5 octobre-17 octobre      | Billabong Pro                 |       |        |
| 19 octobre-28 octobre     | Rip Curl Pro Search           |       |        |
| 8 décembre-20 décembre    | Billabong Pipeline Masters    |       |        |
|                           | classement provisoire         | 9     | 2942   |

Actuellement en position de requalifié pour 2010